# Getto w Koprzywnicy
Getto w Koprzywnicy – getto dla ludności żydowskiej utworzone przez władze niemieckie w Koprzywnicy w grudniu 1940 lub 1941, a zlikwidowane 30 września lub października 1942. W czasie likwidacji posiadało 2140 mieszkańców, z których 1600 zostało wywiezionych do obozu zagłady w Treblince.

## Położenie
Getto położone było na terenie rynku, ulicy Miodowej oraz pobliskich ulic w Koprzywnicy.

## Historia
Koprzywnicę oznaczono jako lokalizację do wykonywania Holocaustu. W czerwcu 1941 w getcie mieszkało 1500 osób pochodzenia żydowskiego, przetransportowano 420 ludzi z Radomia, 24 z Wiednia. Getto było przeludnione, nie było zamknięte, tablice mówiły, jakimi miejscami mogli chodzić Żydzi. W okresie letnim 1942 przeniesiono 50 osób do obozu pracy w Skarżysku-Kamiennej. Terytorium getta zostało pomniejszone w sierpniu, granica getta była pilnowana przez żydowską policję. 30 września mieszkańcom kazano zebrać się na rynku, ludzi starszych, chorych oraz z niepełnosprawnością zabijano od razu, osoby próbujące uciec zabito, około 1600 przetransportowano do stacji kolejowej w Sandomierzu, po czym przeniesiono ich do obozu zagłady w Treblince. Domy żydowskie okradziono z przedmiotów uznanych za drogie i zburzono.